# The Black Camel
Pour plus de détails, voir Fiche technique et Distribution.
The Black Camel est un film américain réalisé par Hamilton MacFadden, sorti en 1931.

## Synopsis
L'inspecteur de la police d'Honolulu, Charlie Chan, enquête sur l'assassinat d'une jeune actrice qui tournait un film à Honolulu. Ce meurtre est-il lié à celui d'un célèbre acteur, ayant eu lieu quelques années plus tôt, crime qui n'a jamais été élucidé ?

## Fiche technique
- Titre : The Black Camel
- Réalisation : Hamilton MacFadden
- Scénario : Barry Conners, Philip Klein et Dudley Nichols (non crédité), d'après la nouvelle éponyme de Earl Derr Biggers
- Musique : Samuel Kaylin
- Photographie : Joseph August et Daniel B. Clark
- Producteur : Hamilton MacFadden
- Société de production et distribution : Fox Film Corporation
- Pays de production : États-Unis
- Format : Noir et blanc - 1,37:1 - Mono - 35 mm
- Genre : Policier
- Durée : 67 minutes
- Date de sortie : États-Unis : 21 juin 1931

## Distribution
- Warner Oland : Charlie Chan
- Sally Eilers : Julie O'Neil
- Béla Lugosi : Tarneverro / Arthur Mayo
- Dorothy Revier : Shelah Fane
- Victor Varconi : Robert Fyfe
- Murray Kinnell : Archie Smith
- William Post Jr : Alan Jaynes
- Robert Young : Jimmy Bradshaw
- Violet Dunn : Anna
- J.M. Kerrigan : Thomas MacMasters
- Mary Gordon : Mme MacMasters
- Rita Rozelle : Luana
- Otto Yamaoka : Kashimo

- Dwight Frye (non crédité) : Jessop
- Robert Homans (non crédité) : le chef de la police

## Autour du film
C'est la seconde fois que Warner Oland interprète le détective sino-américain, et le seul qui n'est pas perdu des cinq premiers films avec Oland dans ce rôle. Ce film marque les débuts à l'écran de Robert Young.

## Sources
- (en) Cet article est partiellement ou en totalité issu de l’article de Wikipédia en anglais intitulé « The Black Camel » (voir la liste des auteurs).